# Collegio uninominale Emilia-Romagna - 01 (Senato della Repubblica 2017)
Il collegio elettorale uninominale Emilia-Romagna - 01 è stato un collegio elettorale uninominale della Repubblica Italiana per l'elezione del Senato tra il 2017 ed il 2022.

## Territorio
Come previsto dalla legge elettorale italiana del 2017, il collegio era stato definito tramite decreto legislativo all'interno della circoscrizione Emilia-Romagna.
Era formato dal territorio di 49 comuni: Bagno di Romagna, Bellaria-Igea Marina, Borghi, Casteldelci, Castrocaro Terme e Terra del Sole, Cattolica, Cesena, Cesenatico, Civitella di Romagna, Coriano, Dovadola, Galeata, Gambettola, Gatteo, Gemmano, Longiano, Maiolo, Mercato Saraceno, Misano Adriatico, Mondaino, Montefiore Conca, Montegridolfo, Montescudo-Monte Colombo, Montiano, Morciano di Romagna, Novafeltria, Pennabilli, Poggio Torriana, Portico e San Benedetto, Predappio, Premilcuore, Riccione, Rimini, Rocca San Casciano, Roncofreddo, Saludecio, San Clemente, San Giovanni in Marignano, San Leo, San Mauro Pascoli, Santa Sofia, Sant'Agata Feltria, Santarcangelo di Romagna, Sarsina, Savignano sul Rubicone, Sogliano al Rubicone, Talamello, Verghereto, Verucchio.
Il collegio era parte del collegio plurinominale Emilia-Romagna - 01.

## Eletti
| Elezione | Elezione | Senatore        | Partito      |
| -------- | -------- | --------------- | ------------ |
|          | 2018     | Antonio Barboni | Forza Italia |

## Dati elettorali

### XVIII legislatura
Come previsto dalla legge elettorale, 116 senatori erano eletti con sistema a maggioranza relativa in altrettanti collegi uninominali a turno unico.
| Candidati              | Candidati                 | Voti    | %     | Liste                           | Voti    | %     |
| ---------------------- | ------------------------- | ------- | ----- | ------------------------------- | ------- | ----- |
|                        | Antonio Barboni ✔️ Eletto | 105 774 | 34,37 | Lega                            | 59 584  | 19,36 |
| Forza Italia           | Antonio Barboni ✔️ Eletto | 105 774 | 34,37 | 34 479                          | 11,20   |       |
| Fratelli d'Italia      | Antonio Barboni ✔️ Eletto | 105 774 | 34,37 | 9 305                           | 3,02    |       |
| Noi con l'Italia - UDC | Antonio Barboni ✔️ Eletto | 105 774 | 34,37 | 2 406                           | 0,78    |       |
|                        | Carla Franchini           | 95 194  | 30,93 | Movimento 5 Stelle              | 95 194  | 30,93 |
|                        | Tiziano Arlotti           | 83 235  | 27,04 | Partito Democratico             | 73 332  | 23,83 |
| +Europa                | Tiziano Arlotti           | 83 235  | 27,04 | 6 740                           | 2,19    |       |
| Italia Europa Insieme  | Tiziano Arlotti           | 83 235  | 27,04 | 1 648                           | 0,54    |       |
| Civica Popolare        | Tiziano Arlotti           | 83 235  | 27,04 | 1 515                           | 0,49    |       |
|                        | Giovanna Ubalducci        | 9 469   | 3,08  | Liberi e Uguali                 | 9 469   | 3,08  |
|                        | Sergio Perrini            | 3 253   | 1,06  | Il Popolo della Famiglia        | 3 253   | 1,06  |
|                        | Stella Marano             | 2 496   | 0,81  | Partito Comunista               | 2 496   | 0,81  |
|                        | Maria Silvia Riccio       | 2 353   | 0,76  | Potere al Popolo!               | 2 353   | 0,76  |
|                        | Luana Nepi                | 1 925   | 0,63  | CasaPound                       | 1 925   | 0,63  |
|                        | Roberto Lo Giudice        | 1 669   | 0,54  | Italia agli Italiani            | 1 669   | 0,54  |
|                        | Dea Severi                | 1 391   | 0,45  | PRI - ALA                       | 1 391   | 0,45  |
|                        | Francesco Comito          | 608     | 0,20  | Destre Unite - Forconi          | 608     | 0,20  |
|                        | Chiara Fabbri             | 400     | 0,13  | Per una Sinistra Rivoluzionaria | 400     | 0,13  |
| Totale                 | Totale                    | 307 767 | 100   |                                 | 307 767 | 100   |
|                        |                           |         |       |                                 |         |       |
| Voti non validi        | Voti non validi           | 7 514   | 2,38  |                                 |         |       |
| Votanti                | Votanti                   | 315 281 | 78,53 |                                 |         |       |
| Elettori               | Elettori                  | 401 498 |       |                                 |         |       |